# Louis Murphy
Louis Morris Murphy Jr. (St. Petersburg, 11 maggio 1987) è un giocatore di football americano statunitense che gioca nel ruolo di wide receiver per i Tampa Bay Buccaneers della National Football League. Fu scelto nel corso del quarto giro (124º assoluto) del Draft NFL 2009 dagli Oakland Raiders. Al college giocò a football alla Florida University.

## Carriera professionistica

### Oakland Raiders
Murphy fu scelto al quarto giro del Draft 2009 dagli Oakland Raiders. Il 28 luglio firmò un contratto quadriennale del valore di 2,198 milioni di dollari di cui 448.000 di bonus alla firma. Debuttò nella NFL il 14 settembre contro i San Diego Chargers indossando la maglia numero 18, nel suo anno da rookie giocò tutte le partite e fu decisivo nella vittoria del 6 dicembre contro i Pittsburgh Steelers quando realizzò il touchdown a 9 secondi dalla fine della gara.
Nel suo secondo anno saltò due partite a causa di una forte contusione subita al polmone nella partita contro i San Diego Chargers del 10 ottobre, rientrò il 21 novembre a contro gli Steelers. In totale fece 41 ricezioni per 609 yard.
L'8 agosto 2011 durante una sessione di allenamento si infortunò all'hamstring, e successivamente subì anche un'operazione di ernia inguinale. Saltò le prime 5 partite per poi rientrare il 16 ottobre contro i Cleveland Browns nella squadra speciale.

### Carolina Panthers
Il 23 luglio 2012 venne acquisito dai Panthers in scambio della loro 219a scelta del Draft NFL 2013.

### New York Giants
Il 16 marzo 2013, Murphy firmò un contratto annuale del valore di 715.000 dollari con i Giants. Nella sua unica stagione con la squadra ricevette solamente 37 e un touchdown in 14 partite.

### Tampa Bay Buccaneers
Il 26 marzo 2014, Murphy firmò coi Tampa Bay Buccaneers. Nella settimana 4 guidò i suoi con 99 yard ricevute, incluse 41 a trenta secondi dal termine che aprirono ai Bucs la strada per segnare il touchdown della vittoria in rimonta.

## Problemi legali
Il 3 aprile 2011 venne fermato dalla polizia della Florida. Gli furono trovate 11 pastiglie in una bottiglietta senza nessuna etichetta, e soprattutto senza nessuna prescrizione medica. Dopo accertamenti venne riscontrato esser Viagra. Murphy si difese dicendo di non voler far sapere alla sua ragazza che pastiglie erano e quindi di aver tolto l'etichetta.

## Statistiche
| Partite totali             | 71    |
| Partite totali da titolare | 24    |
| Yard su ricezione          | 1.744 |
| Touchdown su ricezione     | 8     |

Statistiche aggiornate alla stagione 2013